# Leptoconops leptorhynchus
Leptoconops leptorhynchus är en tvåvingeart som beskrevs av Chanthawanich och Mercedes Delfinado 1967. Leptoconops leptorhynchus ingår i släktet Leptoconops och familjen svidknott. Inga underarter finns listade i Catalogue of Life.